# Jubilee (Sex Pistols)
A Jubilee a Sex Pistols kislemezeinek válogatásalbuma, amely 2002-ben jelent meg a Sex Pistols megalakulásának 25 éves évfordulójára (egyben II. Erzsébet aranyjubileumára). Az album tartalmazta a God Save the Queen, az Anarchy in the U.K. és a Pretty Vacant dalok promóciós videóit.
A Pretty Vacant koncertfelvétele az együttes 1996-os turnéján készült. A Silly Thing nem egyezik a The Great Rock ’n’ Roll Swindle albumon hallhatóval, ezt a változatot Steve Jones énekli.

## Az album dalai
1. God Save the Queen
2. Anarchy in the U.K.
3. Pretty Vacant
4. Holidays in the Sun
5. No One Is Innocent
6. My Way
7. Something Else
8. Friggin' in the Riggin'
9. Silly Thing
10. C'mon Everybody
11. The Great Rock 'n' Roll Swindle
12. (I'm Not Your) Steppin' Stone
13. Pretty Vacant (koncertfelvétel)
14. EMI (Unlimited Edition)